# 肠旺面
肠旺麵是中華人民共和國貴州省贵阳市一道风味小吃，是用猪大肠、猪血，猪油渣等为辅料煮制的一种麵食，当地人称猪血为“旺”，所以該麵得名为“肠旺麵”。腸旺麵據說起源於雲岩區以及清朝同治年間，中華民國大陸時期貴陽人蘇德勝對其進行改進。